# 四季の歌
「四季の歌」（しきのうた）は、作詞家・荒木とよひさが1963年頃から1964年にかけて作詞作曲した楽曲である。人から人へ、口伝えによって広まり、日本で国民的人気の楽曲となった荒木の作詞家デビュー作。日本の歌百選の1曲。自然現象などを直喩として用い、友人・親・恋人といった身近な人を隠喩として用いながら、四季それぞれを愛する人の性格を表現する。キャッチーでシンプルなメロディと老若男女問わず歌える歌詞で、1970年代半ばに日本で大ヒットした。元々は、作者である荒木が日本大学スキー部時代に新潟・妙高で骨折して入院中、妙高高原の関温泉から眺める山々の情景をモチーフに作り、入院先で看護師にプレゼントした曲である。この歌は5番まであり歌詞も付いているが、5番は「ラララ」で代替することが多い。この曲は合唱曲としても使われる。「四季の歌」は中国でもヒットした。

## 概要
荒木とよひさは19歳時のスキー事故で入院生活を送り、それが「死ぬほど退屈だった」ことから、世話になった看護師たちのために自作の歌を歌った。スキー合宿のオフの最中、荒木はモーグルの開脚ジャンプで転倒して、右大腿骨を複雑骨折した。新潟・高田の病院に入院し、東京都下の病院への転院を合わせると約3年かかった。荒木は手術で細菌が入ったことにより骨髄炎を発症し、骨移植を繰り返すが完治せず、その後何十年も2か月に1度の検査を続けている。1963年頃から、病院を転々とする中で1年かけて春夏秋冬を完成させた。
荒木が入院したのは春めき始める2月であった。荒木は大学スキー部の練習後、チームメイトたちとよくストーブを囲んで山の歌を歌った。そういう歌が作れないか病院のベッドの上で思いを巡らせ、1コーラスの詩を書いた。後になって白い紙に五線を書き、メロディを作った。最初に出来た「四季の歌」の春の部分は新潟で入院中に看護師にプレゼントした。東京の病院で夏・秋・冬が出来上がり、看護師・看護学生たちに「こんな歌をつくったんだけどどう?」と歌って聴かせ、これが口伝えで広まった。
1964年、荒木は21歳になっていた。荒木本人の証言によると、看護師たちも荒木と一緒に歌った。これが病院内に知れわたり評判になった。この歌はボランティア活動の看護師仲間に広まった。看護師たちは地域ボランティアのイベント等で歌い始めた。こうして徐々に広まった「四季の歌」は、1972年にレコード化されることになった。2社のレコード会社ディレクターが偶然に同時期にこの歌を聴き、1社はいぬいゆみ、もう1社は片山知子を歌手に起用した。これに続いてダークダックスによる「四季の歌」がリリースされた。
この曲が広まった当時は、作詞・作曲者は不詳とされていた。レコード化の際に、友人の勧めで荒木が名乗り出た。これが荒木の作詞家としてのデビューである。1972年いぬいゆみ盤、片山知子盤ともに荒木の名前がクレジットされた。この曲は歌詞で「僕の友達」がスミレの花に、「僕の恋人」が詩人のハイネに例えられ、「僕」という男性の一人称で歌われる。これは、元の歌詞では「恋人」が「スミレ」、「友達」が「ハイネ」だったものが、曲が広まっていく過程で入れ替わってしまったのであるという。しかし、みんなに歌い継がれてきたということを大切にしたかったので入れ替えのままレコーディングされることになった。あえて入れ替えのままにした荒木は後に、「この歌は女性の間で広まったから、今のように変わって行ったのでしょう」と語っている。「ローレライ」の詩がよく知られるハイネは、日本で一面として恋愛の詩人と認識されている。
「四季の歌」が大反響を呼ぶのは1976年のことである。6月、ニッポン放送のラジオ番組『あおぞらワイド』に横浜の主婦から「四季の歌」のリクエストが電話で寄せられた。番組司会者の立川清登はこの歌を知らなかったので、どんな歌か尋ねると、主婦は「四季の歌」を電話の向こうから歌って聴かせた。立川は感動した。立川は番組内で絶賛した。ラジオのリスナーからの反響も大きく、レコード会社6社が競作として相次いでレコード化した。立川清登の他、菅原やすのりなどの叙情歌手ら10人余りがこの歌を自身の持ち歌とした。菅原はデビュー前の1968年から1969年頃、ストリートミュージシャンとして日比谷でこの歌を歌っていた。『あおぞらワイド』は菅原が歌い手であることを突き止め、菅原は番組に生出演して歌うことになった。また、このうちの1人芹洋子は5年ほど前に「四季の歌」を知り、この歌を「私のテーマソングです」と紹介してずっと歌っていた。歌唱指導型のコンサートのときに芹に譜面を渡し、この歌を教えた観客は看護師であった。1976年の各社競作レコードによるセールスで顕著なのはキングレコードの芹洋子盤だった。抒情歌のアルバムからシングルカットされた芹盤はオリコンで最高位8位、累計売上はミリオンセラーを記録した。詩人のハイネが出てくるところもオシャレで支持が得られた。レコーディングの時になって初めて芹はこれが知人でもあった荒木の歌であると分かった。
1981年、日中文化交流音楽大使を務める芹洋子は初の国賓女性歌手として北京公演で「四季の歌」を歌い、中国で大ヒット。中国語の「四季の歌」が歌われるようになった。中国におけるヒットには、NHKが中国向け国際放送で「四季の歌」を流し、学生が中心となって熱心にリクエストをしたことが寄与している。そこへ中国政府が動いた。芹洋子によると、「北京大学の学生さん達の運動がきっかけで北京コンサートが実現しました」ということである。
革命の詩人としても知られるハイネは、革命家マルクスと親交があった。マルクスの理念は毛沢東思想に導入され、1949年、指導者毛沢東たちによって中華人民共和国が誕生した。「中国近代文学の父」魯迅は、中国にハイネを紹介した初期の人物である。魯迅の弟・周作人によると、魯迅はハイネに傾倒していた。魯迅は、指導者毛沢東の『新民主主義論』（1940年）において英雄として讃えられ、「魯迅の方向こそが、中華民族新文化の方向である」とまで言われた。毛沢東と同時代の政治家郭沫若は、ハイネの翻訳家である。
1984年、中国の指導者胡耀邦は青年交歓活動として日本人青年3000人を中国に招待した。後に中国共産党中央委員会総書記習近平夫人となる歌手の彭麗媛は、その歓迎パーティーに参加して「四季の歌」を芹洋子と歌った。2人は日本語で歌った。この時の芹洋子は「日本の音楽の使者」として招待されている。このパーティーには、習近平の父親・習仲勲（当時、中央書記処書記）が参加していた。また、当時中華全国青年連合会主席であった胡錦濤は、指導者胡耀邦からのプレゼントとして用意された中国式の赤い上着（ジャケット）を芹洋子の娘に直接渡した。このプレゼントのために胡錦濤連合会主席が芹親子の宿泊先で1時間待っていたことが芹洋子を感激させた。胡錦濤主席は「四季の歌」をとても気に入り、芹洋子の中国コンサートに毎回のように来ている。習近平総書記は2015年に日本からの観光交流訪中団3000人を招待した。汕頭大学教授加藤隆則（元・新聞記者）によると、その原型は1984年の胡耀邦総書記による日本人青年3000人の招待である。彭麗媛と芹洋子の2人はその後も機会があるごとに「四季の歌」で競演している。日本で競演することもあり、2009年11月に日本各地で開催され日本の皇族も観賞した彭麗媛団長率いる歌舞団のミュージカル「木蘭詩篇」公演では、カーテンコールに「四季の歌」日本語版を彭麗媛と芹洋子で歌った。彭麗媛は訪日の度に芹洋子を訪問しているという。
1989年、『NHK日本の歌ふるさとの歌』の「明日に残す歌100曲」に「四季の歌」が選出された。
1994年、NHKの第1回『家族で選ぶにっぽんの歌』に芹洋子が出演して「四季の歌」を歌った。この回にテレサ・テンも出演し、荒木とよひさ作詞・三木たかし作曲の「別れの予感」を歌った。
1999年、日本の郵政省は「わたしの愛唱歌シリーズ第8集郵便切手」として「四季の歌」を題材曲目にした80円切手を発売。イラストレーターの永田萠により四季の妖精たちが踊る様子が描かれ、「四季の歌」の譜面が春の前半4小節分掲載された。同シリーズの50円切手は「川の流れのように」（作詞：秋元康、作曲：見岳章）であった。
2007年、日本の文化庁と日本PTA全国協議会により「四季の歌」が「日本の歌百選」の1曲に選出されたことが発表された。
2008年、日本音楽事業者協会主催「歌よ響け! 緑豊かな未来へ 虹の架け橋まごころ募金コンサート」に出演した演歌歌手の中から、藤あや子が春、伍代夏子が夏、田川寿美が秋、坂本冬美が冬を担当して「四季の歌」を歌った。
2010年6月18日、中国遼寧省大連市の大連大学において、第二次世界大戦終結65年と1972年日中国交正常化38周年を記念し、菅原やすのりと荒木とよひさによる「四季の歌ふるさとコンサート」が開催された。兄が遼寧省大連市で生まれ、自身は遼寧省瀋陽市生まれの菅原が、大連生まれの荒木をゲストに誘いこのコンサートは実現した。菅原は「四季の歌」を中心とする約10曲を大連大学の学生およそ1000人の前で熱唱した。荒木はこのコンサートで戦後初めて大連に来ることとなった。菅原が「大連は我が家のふるさとです」と言うと、学生たちは「ふるさとへようこそ」と歓迎した。
2012年、日本の造幣局は「四季の歌」をテーマにした第5回目の「心のふるさと貨幣セット」を販売した。6種類の通常貨幣と「男の子・女の子と四季をイメージするイラスト」をデザインした丹銅製銘板が、「四季の歌」の譜面と歌詞が書かれたブック型ケースに収納され、このケースは「四季の歌」のメロディのオルゴール仕掛けになっている。
2014年10月9日、東京国際フォーラムにて、都はるみ、伍代夏子、八代亜紀、坂本冬美の4人の演歌歌手による初の競演コンサート「春夏秋冬コンサート」が開催され、コンサートの第1曲目に「四季の歌」を4人で歌った。コンサートの名称は、はるみ、夏子、亜紀（あき）、冬美という四季のある4人の名前に因む。この1日限りのコンサートのために4人はユニット「春夏秋冬」を結成した。「四季の歌」では季節の歌手を主役にして、その主役に他の3人が歌いかけた。

## 荒木とよひさの人生と「四季の歌」
荒木とよひさの両親は中国・大連で荒木が生まれた後、第二次世界大戦後、熊本に引き揚げてから離婚し、荒木は父親を知らずに育った。荒木が祖母から聞いた話によると、普段の父親は大人しく礼儀正しいが、アルコールが入ると乱暴になり、刀を持ち出してみたり、喧嘩をしたり、女性を家に連れ込んだりという人だった。幼かった荒木は父親の顔も知らない。荒木の枕元にはトランクがあり、いつでも逃げられる準備がされていた。両親の結婚は恋愛によるもので、夫婦は大連に渡って映画館やアパートを経営した。父親はカネを女性や酒に浪費し、妻である光子には暴力を振るった。
離婚後、母親は息子の荒木を熊本の祖母のところに残して上京した。熊本から東京に出てきた母親は、銀座でクラブを経営した。母親は酒を嫌っていたが、酒が人生そのものだった。また、母親は酒をあまり飲めなかった。
荒木は熊本の大家族の中で小学生まで過ごした。小学生の頃の1953年9月、荒木は東京の母親のもとで暮らし始めた。荒木と祖母で上京し、母親、荒木、祖母の3人暮らしだった。母親は仕事で忙しく、息子の荒木は冬が来ると新潟・関温泉にある知人のところに行かされて冬を越した。その場所は新潟・関温泉のスキー宿「登美屋」である。やがて荒木は宿の主人と女将を「とうちゃん、かあちゃん」と呼んだ。
荒木は高校生の頃、スキー部に所属し、合宿で関温泉スキー場に毎シーズン訪れた。宿泊先は「登美屋」であった。母親が4軒のクラブやバーを経営していた荒木には酒が身近であり、飲酒に寛容な時代ということもあり、高校のスキー合宿の打ち上げでは「登美屋」で仲間5人と一晩中飲んでいた。日大芸術学部受験の2日前まで「登美屋」にいた荒木は、そこから受験に行った。荒木にとって「登美屋」はふるさと同然であった。「登美屋」には、いつしか「四季の歌」を4番の歌詞まで書いた荒木の直筆の色紙が飾られるようになった。
高校時代の荒木は、運動部に参加する一方で遊びグループとの付き合いがあり、悪仲間としょっちゅう学校をサボり街をブラついていた。このチンピラ高校生集団は下北沢の喫茶店に集合し、パチンコ、映画、ビリヤードなどグループごとに思い思い行動し、渋谷のストリップ劇場に繰り出したりもした。荒木はビリヤードが得意で、玄人らしき大人やヤクザと賭けで対戦し、時には終電まで勝負を続けて大概は勝った。「どうしようもない高校生」だった荒木は、悪さ・喧嘩で停学になり、高校卒業まで何回か停学を繰り返し、留置場も経験した。退学した仲間もいた。大親友はハイミナールのクスリ遊びをしていた。しかし母親は荒木の行動を本人の自由に任せた。昔、母親と祖母と自分の3人で1か月に1回くらい銀座へ行き、映画や芝居を観た後は不二家で食事、たまに中華料理屋であったが、高校生の頃は不二家には行かなくなり母親とはよく中華料理屋で2人で食事をしたものであった。高校生の荒木は女の子とデートをする際には母親の言っていたことを試した。本気で好きな女の子とラーメンを食べて、そのような（本格中華のような晴れがましさがない）食事に付き合わせても笑顔でつゆまで綺麗に飲んだら良い娘という母親の話を試したのだが、女の子たちは誰一人つゆまで綺麗にはいかなかった。
ある日、悪仲間たちと高校をサボって来ていた根津山の公園で、弁当を食べながらウイスキーの回し飲みをやってから一息入れると、悪仲間のリーダー格が芝生に寝転び佐藤春夫の「秋刀魚の歌」を朗読した。誰かが「なんだよ、それ」と言った。賢くもあり喧嘩も強いこのリーダー格は、「お前らには解んねぇ、男の詩だよ」と言ったが、荒木は淋しいような気持ちになり、胸に響く詩であった。「秋刀魚の歌」は佐藤春夫の代表詩であり、叶わなかった結婚の悲哀なる歌である。1921年に文芸雑誌にて発表された。佐藤が友人・谷崎潤一郎の妻・千代（千代子）に恋をして結婚の約束をしたが反故になった時期にあたる。谷崎は妻の妹・せい子を好いて、妻を捨てようとしていた。佐藤は妻・香代子と離婚し、谷崎の妻・千代と再婚することになっていたが、千代との離婚を取りやめにした谷崎の都合で破談となった。佐藤は男1人になった。リーダー格が繰り返し朗読していると、「もうやめろよ、淋しくなるじゃねぇか」と誰かが言った。ある日、佐藤は谷崎の居ぬ間に小田原の谷崎宅で谷崎の妻と娘と団欒（まどい）をした。佐藤の郷里・新宮（和歌山）には、焼き秋刀魚に「青切りミカン」を絞るという風習がある。佐藤が常々、郷里のおいしいものを「一にめはり、二に秋刀魚」と言うほど秋刀魚は郷里の新宮に無くてはならない特産である。千代は秋刀魚に「青いミカン」の果汁を試みる。「愛が薄い父」を持つ谷崎の娘・鮎子は、「父ではない男」である佐藤に秋刀魚の腸をくれると言う。佐藤は「妻に背かれた男」であり、妻・香代子と佐藤の弟・秋雄が良い仲になってしまっていたことで既に香代子と離婚していた。千代と佐藤の再婚の件で、谷崎、千代、佐藤の3人は連名の挨拶状を知人らに送っていたが、谷崎のほうで、せい子との結婚がうまくいかなかったため、谷崎が撤回した。男1人になった佐藤が書いた詩が「秋刀魚の歌」である。そして心にまどいの情景を思い描いた。「淋しいだろ……男ってなぁ」、「焼きたてのサンマに、蜜柑の汁をかけて食べた幸福があって、今はなぁ、涙をしたたらせて食うはいずこの里のならいぞや、だぞ」とリーダー格の語る声が聞こえる。荒木は泣いていた。皆も「荒木が泣いてんじゃねぇか」などと言い、泣き始めた。帰りに荒木はこの詩を書店で買い、家で読んでは泣き、暗唱し、高校生の荒木はこの詩から「男の淋しさ」が解かった。佐藤と千代が晴れて結ばれるのは1930年のことである。公園の「秋刀魚の歌」以降、レールから外れた「チンピラごっこ」の高校生活は段々と影を潜めた。荒木は佐藤春夫に憧れた。
荒木は日大芸術学部に入学すると、映画を学んだ。荒木にとって映画は作詞活動の原点である。そこには映画を勉強・読書と同様に考えていた母親、荒木を幼少時から育てて映画や芝居を観に連れて行ってくれた祖母の存在があった。中学生時代は、テレビ番組のクイズで当選して持っていた8ミリカメラと、母親が買い与えてくれた映写機などのいろいろな機材を使い、8ミリ映画作りに夢中であった。8ミリ映画の機材を中学生が取り揃えているなど、当時考えられない贅沢であった。荒木は大学で映画を学ぶ傍ら、スキー部で競技スキーに取り組み、スキー選手になることを夢見た。荒木によると、「四季の歌」には山が好きな体育会系男子の山への恋しさもあったのであるという。音楽活動もしながら、大酒飲みだったので母親から音楽の道について「どうせアンタはその道じゃ成功しないだろうから、ウチの店を継いだら」と言われてしまい、荒木は「ボクは酒を売る仕事じゃなく、酒を飲んで商売になる仕事をするよ」と返した。荒木の少年期に母親が野球球団の監督からプロポーズされたという話を母親から聞かされたのは大学生の頃である。母親がプロポーズに応じなかったのは息子である荒木少年がいたからだと祖母が付け加えた。
スキー選手の夢も映画監督の道も前途が暗くなり、失意のどん底に落とされたスキー事故であった。文学に傾倒し、死んでしまおうなど考えたりもした。しかし、荒木はギターは諦めず、入院中も手放さなかった。朝から読書にギターで曲作りであった。「四季の歌」はその頃に、「冬山を思い浮かべてふっと出来た」歌である。昼夜なく暇を持て余し、荒木は何百という数の歌を作詞作曲し、テレビ局・ラジオ局に送った。3年での松葉杖による歩行可能な状態になった荒木は、松葉杖姿にギターを背負い、紹介などを頼りにレコード会社やテレビ局に売りに行った。25歳の頃、母親や母親の知人の店でギター弾きを始め、そうしているうち広告代理店に勤める大学の友人が持って来たCMソングの仕事を引き受け、評判が良かったようで次々に仕事が舞い込んだ。その何年か後、「四季の歌」がレコードになった。レコード会社が「四季の歌」の作者を探していると、「おまえがつくったんだから」などと荒木は友人たちからデビューの後押しをされた。
2000年に出版された荒木の自伝的エッセイ『おとこ町六丁目』の中に、ある友人の作曲家が登場する。この作曲家が新選組ファンで荒木が竜馬党といった具合に性質が「すべて反対の友人」で、ある時期コンビを組んでテレサ・テンの歌を作ったこともある作曲家「M君」あるいは「タカシちゃん」と記述され、ここに荒木はハイネの比喩を用いた。すなわちこの作曲家は三木たかしである。荒木はわらべ「めだかの兄妹」（1982年12月）の作詞で三木と出会った。荒木と三木は出会った頃、銀座に行ってはブランデーの回し飲みをした。わらべメンバーの元恋人の死につながるスキャンダル写真流出事件の後に3人組から2人組になったわらべの「もしも明日が…。」（1983年12月）を再び荒木・三木のコンビで発表し、「めだかの兄妹」を上回るヒットとなった。荒木・三木コンビは翌年以降テレサ・テンの歌を発表し、「つぐない」（1984年1月）、「愛人」（1985年2月）、「時の流れに身をまかせ」（1986年2月）という、同じ女性を主人公にした3部作が皆ヒットした。荒木はしかし自分の唯一の代表作は「四季の歌」と思っている。ただ、荒木にしてみればハイカラで育ち良く知的なイメージの作曲家と違って作詞家というのは後ろめたい職業で、実際「四季の歌」の作者が自分であると人に言うと、不思議そうに「ヘエ……」、それだけである。荒木・三木コンビに「めだかの兄妹」の作詞作曲を任せたのは、高校生の娘役であったわらべの父親役・萩本欽一である。荒木より若い三木は、荒木より先に死へ旅立った。萩本によると、振り返れば荒木と三木の2人は「バカヤロー」、「コノヤロー」と罵り合いながらも友情の固い2人であった。
「四季の歌」は母恋の歌でもあった。熊本に預けられていた頃、荒木は熊本の大家族に気を使い、淋しさを隠して威張っていた。自分は母親からカネも物も送ってもらっているのである。威張ったり、笑わせたりした。しかし祖母と三益愛子の母物映画を観て母親に会いたくなり泣いたこともあった。優しい祖父が1度だけ物凄く怒った時は、家出をして母親の東京へ行こうと思った。1953年6月に熊本で大災害（昭和28年西日本水害）に遭った。祖父の家は床上浸水になった。しばらくの間は東京に電報も届かなかった。母親は妹を熊本に送って寄こし、この叔母はトランクに物資をいっぱい詰め込んで東京から戻って来た。荒木は家の外へ出られるようなってから災害の痕跡を見て回った。テレビが一般家庭に普及していない時代で、馬の死体がある、橋が流れた、線路が曲がった、などの見聞が子供たちにとっての大事件であった。叔母の後で、生活が落ち着いてくると、派手なワンピースのような洋服を着て白い帽子をかぶり、大きいトランクに土産がいっぱい、カネもいっぱいで母親が帰ってきた。7月、荒木と母親は熊本のデパートで食事をした。カレーライスと思って選んだ食べ物を食べていると、「ハヤシライスそんなに好きなの」と母親に言われて、このおいしい食べ物はハヤシライスというのかと、食べていたらいつの間にか泣いてしまい、母親の顔を見上げると母親も泣いていた。
母親は父親のいない息子のために、よその子供が持っていないような物も沢山の小遣いも与え、精一杯の贅沢をさせた。小学校の遠足の前日、銀座のデパートに水筒を買いに連れて行ってもらった。キャップに磁石が付いている水筒が、どうしても欲しかった。買い物と不二家の食事の後、新橋へ歩くとバナナの叩き売りに出くわした。荒木が見たがって、母親と祖母の3人で見物していると、「買った!」、細身で着物の母親が大声で男性みたいに言って周りの男性たちが母親に注目した。「あした遠足でしょう……」、息子にバナナを渡した。晩年、大腿骨骨折で寝たきりの母親に、遠足前日のバナナの叩き売りを話題にすると、母親は「あら、そんなことあった」と笑った。母親に会いに行ってバナナの話をするといつも「あら、そんなことあった」であったが、死去の何か月か前には、「うん?……」という反応しか返ってこなかった。荒木は寝たきりの母親を訪ねる前には電話をかけるように母親のお手伝いさんから頼まれていた。母親は、息子に会うために髪をとかし、口紅を引きたかったのである。ハワイ生まれの祖母が熊本で祖父と結婚して生まれた母親は、小間使いを雇う裕福な家庭で育ち、戦争を生き、離婚し、上京して水商売に身を置き、寝たきりになった母親からは本当は女優になりたかったと聞いた。「私は幸せだったよ、本当に。好きな事ばっかりしてきたからね……」、「でもあんたも幸せだよ、私以上に。何でもさせてあげたからね」、晩年の母親がよく言っていた。若い頃に別れた夫のような酒乱ではなく、少々の酒癖であっても愉快に酌む性質であった息子に、「あんたのお酒は、いいお酒で良かったよ」と言う母親は、別れた夫を思い出しているに違いなかった。荒木が知らざる母親の人生が察せられるこのような言葉に、荒木は淋しくなった。
母親との死別は、大学生で「四季の歌」を作ってから数十年後の出来事である。高校で「チンピラごっこ」をしていた荒木は、それからチンピラを辞めたわけではない。母親との死別でチンピラはおしまいだと思ったが、作詞する時はチンピラ時代を書きたいと心がうずくのである。荒木はチンピラについて、「チンピラというのはね、やっぱり若くて威勢がよく、泣き虫で、すぐあやまっちゃって、淋しくて、悲しくて、切ないんです」、このように述べている。荒木によると幕末に新時代を切り開いたのは「若きチンピラたち」である。結局のところ、荒木はチンピラが辞められない。若者チンピラの輝きがなくともオヤジチンピラとして渋味でやっていくのである。荒木は、「あの事故がなければ、作詞家になっていたかわからない。母が僕を関温泉に送りださなかったらどうなっていたか」と語っている。東京霊園の母親の墓に建てられた歌碑に「四季の歌」が刻まれた。

## 芹洋子版
セールスに関しては、公称80万枚や、他に200万枚という数値がある。発売翌年の1977年オリコン年間シングルチャート48位。1975年後期にアルバム『四季の抒情』（キングレコード、SKD-312）で「四季の歌」を歌っている（編曲：青木望）。芹は5番を「ラララ」で歌う筆頭として知られている。

### 収録曲
1. 四季の歌（2分59秒）
作詞・作曲：荒木とよひさ／編曲：青木望
2. 赤い小さな乳母車（3分36秒）
作詞：太刀川倫夫／作曲：山田友一／編曲：佐藤準

## 歌唱・演奏した主なアーティスト
- 芦川よしみ（アルバム『わたしの四季 — 芦川よしみ 春夏秋冬 —』収録。ワーナー・パイオニア L-10057P。1976年11月25日発売。編曲：筒井広志）
- 新垣勉（アルバム『願い 〜愛と平和の歌』収録。ビクターエンタテインメント VICC-60368。2003年11月21日発売）※テノールボーカル：新垣勉、伴奏：蓜島公二指揮による管弦楽団。
- alan：二胡演奏。
- 石原裕次郎（アルバム『めまい』収録。テイチク GM-48。1977年4月発売。編曲：小谷充）
- 五木ひろし（TV番組『トップスターショー・歌ある限り』第2回。1976年10月14日放送）※小柳ルミ子との競演[99]。五木は2番と4番を歌った。
- 伊藤咲子（アルバム『青春』収録。Toshiba Records TP-72231。1977年3月5日発売）
- いぬいゆみ（シングル。RCA JRT-510。B面は「さよならを言う前に」。1972年2月25日発売。編曲：横内章次）※オリコン週間チャート最高48位、セールスは10万枚。1976年のリバイバルヒットののち、10月25日に『夜のヒットスタジオ』に出演した。
- 大石昌美：ハーモニカ演奏。
- 岡田徹（アルバム『Music in the Air〜オルゴールで聴く日本の叙情歌』収録。ソニーミュージック MHCL-321。2003年11月19日発売）※オルゴール曲。
- オルリコ（アルバム『風ノ詩』収録。キング KICX-799。2011年6月22日発売。編曲：田代修二）※日本語。
- 海上自衛隊東京音楽隊、三宅由佳莉（アルバム『シング・ジャパン ―心の歌―』収録。UCJジャパン UCCY-1082。2017年10月25日発売。編曲：川上良司）※川上良司1等海曹とデュエット。
- 片山知子（シングル。LIBERTY / 東芝音楽工業 LTP-2643。B面は「気楽に行こうよ」。1972年発売）※作者不詳の歌としてリリースされる予定だったが、同時期いぬいゆみ盤のビクター（RCA）が作詞・作曲者に荒木をクレジットしたため片山知子盤も荒木の名が入った[100]。シングルリリース後、1972年8月5日発売のファーストアルバム『四季の歌〜フォークとは私自身です』にも収録。
- 川島由美（2014年の自己プロデュースCDアルバム『四季のうた』に収録）※ソプラノボーカル：川島由美（日大芸術学部卒、東京都公認ヘブンアーティスト）、ピアノ：菅谷圭（東京芸大卒、合唱・オペラ伴奏ピアニスト）、ギター：神谷昌紀（ICU卒、企業で働くギタリスト）。
- 木山裕策（2020年アルバム『花 麗しき日本の愛唱歌』収録。キング KICS-3964、2020年12月16日発売。）
- 小鳩くるみ（1994年のアルバム『愛しき歌』等に収録）
- 小柳ルミ子（TV番組『トップスターショー・歌ある限り』第2回。1976年10月14日放送）※五木ひろしとの競演[99]。小柳は1番と3番を歌った。
- 斉藤功（アルバム『ギターで奏でる 日本のうた 〜抒情歌編〜』収録。キング KICX-659。2005年6月8日発売。編曲：斉藤功）
- 姜建華（アルバム『二胡の旅〜中国から日本へ〜』収録。日本コロムビア COCF-11655。1994年5月1日発売。）※二胡演奏。
- 姜暁艶（2018年のアルバム『SKY & SEA BLUE』収録）※二胡演奏。
- 菅原やすのり（シングル。キャニオン C-15。B面は「四季の歌」の演奏。1976年8月10日発売。編曲：青木望）※日比谷公園から始まり[101]、晩年まで「四季の歌」を歌い続けた。2012年から毎年8月に開催されている「東日本大震災復興支援チャリティー 地球歌の日コンサート」に主催者代表として2014年の第3回目まで参加し、「四季の歌」をはじめとする唱歌を子供たちとともに歌った（2015年1月に菅原は急性骨髄性白血病であると診断されて療養生活に入り、第4回目の開催前に死去）。
- 角聖子：ピアノ演奏。アルバム『ピアノがうたう日本のうた ベスト』（2010年）収録「四季の歌」は服部克久編曲。
- 宗次郎：オカリナ演奏。
- ダーク・ダックス（アルバム『ダーク・ダックスのア・カペラ volume 1 美しい星』収録。キング SKA-34。1972年9月25日発売。編曲：服部克久）※4番の歌詞は根雪ではなく雪。5番の歌詞はない。ダーク・ダックスは、『四季の歌≪文部省唱歌集≫』（DARK DUCKS sing FOUR SEASONS）を1961年9月10日に発売しているが（キング LKF-1177）、これは四季に関する歌の集成アルバムであり、荒木とよひさ「四季の歌」ではない。
- ダ・カーポ（1990年のアルバム『フォーク・ソング・ファンタジー〜青春の贈りもの』、2007年のアルバム『日本の歌ベスト30』等に収録）
- 立川清登（シングル。ビクター KV-545。B面は「四季の歌」のカラオケ。1976年8月2日発売）※発売から1週間後、フジテレビ『夜のヒットスタジオ』第405回（1976年8月9日）出演時に「四季の歌」を歌った（東京混声合唱団による合唱）。
- 田中好子：キャンディーズ時代に「春」の1コーラスを歌ったことがあり、その時の田中は「友達」ではなく「恋人」と歌った。
- チェリッシュ（アルバム『ひまわりの小径』収録。ビクター SF-1027。1972年8月5日発売）
- ドリーミング（初出は1991年『アンパンマンがえらんだこどものうた〜おつかいありさん』）
- 夏川りみ：2009年12月23日に牛牛とのコラボを上海でレコーディングした[102]。この競演はアルバム『歌さがし〜アジアの風』（ビクター、2010年2月24日）に日本語版と中国語（北京語）版が収録された[102]。このアルバム収録版「四季の歌」はヴィヴァルディ「四季」が引用されている。2011年1月2日放送の『歌の楽園』（テレビ東京系列）に出演した際に日本語で「四季の歌」を披露したこともある。
- 倍賞千恵子（アルバム『にっぽんの歌・第二抄 倍賞千恵子「四季の歌」』収録。キング SKA-167。1977年発売）
- ハロウィン：アルバム『ベター・ザン・ロウ』（1998年）からのシングル「ヘイ・ロード!」（Hey Lord!）B面に「もしもし!〜四季の歌」（Moshi Moshi - Shiki No Uta）として「四季の歌」のメロディを引用したライヴテイクを収録[103]。1996年9月25日名古屋におけるライヴ。4分のドラム・ソロの後、ギター演奏が加わり[* 15]、およそ2分後、「四季の歌」の主旋律をギターが演奏して曲は終わりを迎える。ギターは「四季の歌」1コーラス（全8小節）のメロディを2回繰り返し、一部分として1回目の音色が微妙に高いことを認識することが出来る。ソングライティングはウリ・カッシュ、ローランド・グラポウ、荒木とよひさの3人の名前がクレジットされている。John Hullによるライヴミックス。ビクター VICP-60365、1998年9月18日発売（日本国内シングル「ヘイ・ロード!」）。「もしもし!〜四季の歌」は後に2002年のアルバム『トレジャー・チェスト』限定版（Limited Edition）ボーナスディスクに収録された他、アルバム『ベター・ザン・ロウ』の2006年増補版（Expanded Edition）ボーナストラックに収録された。
- 平林龍（アルバム『夢のあとに』収録。Lindenbaum RMCD-1101。2014年4月21日発売）※テノールボーカル。このアルバムには「君だけを見つめてる〜四季の歌2012〜」も収録している。
- フォレスタ（DVD『FORESTA 日本の歌名曲選〜BS日本・こころの歌より〜』収録。BS日本-BNDB0008。2008年5月21日発売）
- 古坂るみ子（アルバム『朗読で聴く昭和の流行歌』収録。キング KICG-5022。2004年8月4日発売）※シャンソン歌手・古坂るみ子（文学座座員）による朗読。
- ミュージカル・アカデミー（シングル。クラウン。B面は「四季の歌」のインストゥルメンタル。1976年発売）
- 森昌子（アルバム『日本のうた〜森昌子15周年記念』収録。ポニーキャニオン D80A-0157。1986年1月21日発売。編曲：あかのたちお）
- 横森良造：アコーディオン演奏。
- 和田弘とマヒナスターズ（2002年のアルバム『和田弘とマヒナスターズ』等に収録）
- ジェロ（シングル「嘘泣き」c/w。ビクター VICL-36577。2010年6月16日発売。編曲：鈴木豪）※歌詞は1972年のオリジナル版。
- MUCC（アルバム『COVER PARADE』収録。2006年6月6日発売）
- ロイヤル・ナイツ（シングル。日本コロムビア GK-501。B面は「草原」）

### 引用作品
- コヨーテ：このダンスグループは韓国語「불꽃」（IPA /puɭk͈o̞t̚/ プルコッ）という曲名で「四季の歌」のメロディを引用した曲を発表している。英語タイトルは「Spark」。日本語タイトルは「火花」もしくは「花火」。この曲の作者は、キム・ヒョンジョンやチョ・ソンモらの曲作りにも参加している作曲家イ・ヨンミン。「火花」は2004年のアルバム『KOYOTE.6』（EMI EKLD364）2曲目に収録された。この曲は2004年にMBCの音楽番組『Music Camp』（생방송 음악캠프）で1位を2回獲得した。アルバム『KOYOTE.6』では荒木とよひさの名前がクレジットされていなかったので盗作疑惑に発展した[104]。作曲家イ・ヨンミンによると、「四季の歌」のメロディ部分はイ・ヨンミンが幼い頃に口にしていたメロディを使用し、彼はこのメロディが「四季の歌」という日本の歌であることは知らなかった[104]。2007年のアルバム『Koyote Dance Best and 9.5』（Seoul Records SDL0049）CD1の11曲目に収録された「火花」でイ・ヨンミンとともに「とよひさ」（도요히사）の名前がクレジットされた[105]。

## パロディ
- 過去、「桃屋のつゆ」のテレビコマーシャルで、本楽曲をモチーフとしたものが放映された。ただしこのときのCMソングは「四季の歌」ではなく、「ハッピーバースデートゥーユー」の替え歌だった[12]。「四季の歌」は出だしの歌詞がCMのナレーションに使用されている[12]。
- 東洋水産のカップ麺「マルちゃん 四季物語」のTVCMで、歌詞をカップ麺の商品PR内容に変更した替え歌を演歌歌手ジェロが歌った。秋編CMに小林幸子が共演した。
- ザ・ドリフターズが久しぶりにテレビで音楽ギャグを披露した時に取り上げた。志村けんが下手なキーボード演奏をしキーが下がってしまいいかりやたちが低音で歌うというものだった。
- 料理人・神田川俊郎は、「四季の歌」の替え歌「お料理四季の歌」を作り歌っている[106]。松茸ご飯、鍋物など季節の料理を題材にしている。

## 君だけを見つめてる〜四季の歌2012〜
「君だけを見つめてる〜四季の歌2012〜」（きみだけをみつめてる〜しきのうた2012〜）は、「四季の歌」50周年特別企画の新曲である。
「四季の歌」は1972年のリリースから50年の節目となる2012年に新曲「君だけを見つめてる〜四季の歌2012〜」として次の50年に歌い継がれるべくリメイクされた。オリジナルの「四季の歌」をモチーフにして、旧メロディに新メロディを追加。歌詞は新しく制作された。この新曲「四季の歌2012」は荒木とよひさと松本俊明のコラボレーション作品であり、荒木による作詞・作曲に松本が補作曲として参加した。
「四季の歌2012」は、2012年6月20日にオムニバスCDアルバムがリリースされた。このCDはオーディションで選ばれた5組のアーティストによるそれぞれの「四季の歌2012」が収録されている。

### 収録曲
1. 君だけを見つめてる〜四季の歌2012〜 mammy Sinoヴァージョン [4:40]
2. 君だけを見つめてる〜四季の歌2012〜 ユー・ジソン（URs）ヴァージョン [4:38]
3. 君だけを見つめてる〜四季の歌2012〜 茅野由衣ヴァージョン [3:53]
4. 君だけを見つめてる〜四季の歌2012〜 井深みゆきヴァージョン [4:16]
5. 君だけを見つめてる〜四季の歌2012〜 M3ヴァージョン [4:08]
6. 君だけを見つめてる〜四季の歌2012〜 mammy Sinoヴァージョン（オリジナルカラオケ） [4:41]
7. 君だけを見つめてる〜四季の歌2012〜 ユー・ジソン（URs）ヴァージョン（オリジナルカラオケ） [4:38]
8. 君だけを見つめてる〜四季の歌2012〜 茅野由衣ヴァージョン（オリジナルカラオケ） [3:53]
9. 君だけを見つめてる〜四季の歌2012〜 井深みゆきヴァージョン（オリジナルカラオケ） [4:16]
10. 君だけを見つめてる〜四季の歌2012〜 M3ヴァージョン（オリジナルカラオケ） [4:06]

※M3とは、山口市在住の家族3世代（國吉磨寿美、田中みづえ、田中めぐる）の3人組によるユニット。